# Macon Classic
Macon Classic – kobiecy turniej tenisowy z pulą nagród 80 000 dolarów amerykańskich zaliczany do cyklu ITF Women’s World Tennis Tour. Rozgrywany na kortach twardych w amerykańskim Macon od 2013 roku.

## Mecze finałowe

### Gra pojedyncza kobiet
| Rok              | Zwyciężczyni              | Finalistka           | Wynik              |
| 2020             | Catherine Bellis          | Marta Kostiuk        | 6:4, 6:7(4), krecz |
| 2019             | Katerina Stewart          | Shelby Rogers        | 6:7(2), 6:3, 6:2   |
| 2018             | Varvara Lepchenko         | Verónica Cepede Royg | 6:4, 6:4           |
| 2017             | Anna Karolína Schmiedlová | Victoria Duval       | 6:4, 6:1           |
| ↑ ITF 80 000 $ ↑ |                           |                      |                    |
| 2016             | Kayla Day                 | Danielle Collins     | 6:1, 6:3           |
| 2015             | Rebecca Peterson          | Ana Tatiszwili       | 6:3, 4:6, 6:1      |
| 2014             | Kateryna Bondarenko       | Grace Min            | 6:4, 7:5           |
| ↑ ITF 50 000 $ ↑ |                           |                      |                    |
| 2013             | Ana Tatiszwili            | Ajla Tomljanović     | 6:2, 1:6, 7:5      |
| ↑ ITF 25 000 $ ↑ |                           |                      |                    |

### Gra podwójna kobiet
| Rok              | Zwyciężczynie                           | Finalistki                             | Wynik             |
| 2020             | Magdalena Fręch Katarzyna Kawa          | Francesca Di Lorenzo Jamie Loeb        | 7:5, 6:1          |
| 2019             | Usue Maitane Arconada Caroline Dolehide | Jaimee Fourlis Walendini Gramatikopulu | 6:7(2), 6:2, 10–8 |
| 2018             | Catherine McNally Jessica Pegula        | Anna Danilina Ingrid Neel              | 6:1, 5:7, 11–9    |
| 2017             | Kaitlyn Christian Sabrina Santamaria    | Paula Cristina Gonçalves Sanaz Marand  | 6:1, 6:0          |
| ↑ ITF 80 000 $ ↑ |                                         |                                        |                   |
| 2016             | Michaëlla Krajicek Taylor Townsend      | Sabrina Santamaria Keri Wong           | 3:6, 6:2, 10–6    |
| 2015             | Jan Abaza Viktorija Golubic             | Paula Cristina Gonçalves Sanaz Marand  | 7:6(3), 7:5       |
| 2014             | Madison Brengle Alexa Glatch            | Ana Tatiszwili Ashley Weinhold         | 6:0, 7:5          |
| ↑ ITF 50 000 $ ↑ |                                         |                                        |                   |
| 2013             | Kristi Boxx Abigail Guthrie             | Emily Harman Elizabeth Lumpkin         | 3:6, 7:6(4), 10–4 |
| ↑ ITF 25 000 $ ↑ |                                         |                                        |                   |